# De duivel in het Vaticaan
De duivel in het Vaticaan is het vierde deel in de stripreeks De Schorpioen, welke is gecreëerd door Stephen Desberg (tekst) en Enrico Marini (tekeningen). De eerste druk verscheen in 2004 bij uitgeverij Dargaud. In 2007 volgde een herdruk.

## Synopsis
De duivel in het Vaticaan begint in de vierde eeuw na Christus met een zoektocht naar het kruis van Petrus, en met een gebeurtenis uit het leven van de jonge Armando. Deze laatste gebeurtenis is gesitueerd in midden Frankrijk. 
In het 'heden' herstelt Mejaï onder toezicht van de Huzaar (in diens 'boerderij') van haar verwonding, toont Trebaldi het zogenaamde kruis van Petrus aan het volk, en huren de 'duiven' onder de kardinalen een tweetal boeven in om de Schorpioen te vinden. Alleen deze kan, zo menen zij, aantonen dat voornoemd kruis nep is. 
Trebaldi verschijnt, vergezeld van zijn krijgsmonniken. Hij wil de 'hoofdduif', kardinaal Javeloy, laten doden. De Schorpioen intervenieert, en beweert tegenover Trebaldi dat de vermoorde paus zijn vader is. Trebaldi reageert door te stellen dat de 'onwaardige lijn' waarvan Armando afstamt met diens dood eindelijk zal uitsterven. Tevens herhaalt hij dat hij beoogt het bestaan van de Schorpioen voor altijd uit te wissen. 
Kardinaal Javeloy offert zich op om Armando te redden. Bij zijn verscheiden vertelt Javeloy dat Armando het ware kruis van Petrus in Istanboel moet zoeken, en dat hij Helena (bedoeld wordt: de moeder van keizer Constantijn) moet zoeken. 
Op het moment dat Armando besluit naar Constantinopel te gaan, blijkt dat Ansea hem in de gaten houdt. Rochnan zet direct de achtervolging in. Trebaldi wordt tot paus verkozen. 
Armando haalt Mejaï en de Huzaar op. Mejaï onthult ingewijd te zijn in Rochnans geheimen. Ansea volgt het troepje op de voet. 
Ozario Trebaldi, de vader van Cosimo, doet zijn intrede. Via een flashback blijkt dat hij een jonge Cosimo ooit op hardhandige wijze heeft herinnerd aan diens verplichtingen. Cosimo's vader positioneert zich nadrukkelijk als de pater familias. 
In de haven van Civitavecchia benadert Ansea de Schorpioen met de mededeling, dat kardinaal Javeloy haar heeft gevraagd Armando op alle mogelijke manieren bij te staan. Zij voegt direct de daad bij het woord als Rochnan en zijn mannen verschijnen. Armando, Ansea, Mejaï en de Huzaar ontsnappen met een schip. 
In Constantinopel blijkt Ansea op eigen succes uit te zijn. Mejaï meent dat Ansea voor Trebaldi werkt, maar Ansea reageert op die stelling met de mededeling dat Mejaï geen idee heeft voor wie Ansea werkelijk werkt.
Zodra Ansea denkt de benodigde informatie over de vindplaats van het kruis van Petrus te hebben gevonden, vlucht ze, na de Schorpioen, de Huzaar en Mejaï en handen van de Turken te hebben laten vallen.